# Tabia (kommun i Azilal)
Tabia (franska: Tabia (CR), Tabia (Commune Rurale), arabiska: ارفالة) är en kommun i Marocko.   Den ligger i provinsen Azilal och regionen Béni Mellal-Khénifra, i den nordöstra delen av landet, 220 km söder om huvudstaden Rabat. Antalet invånare är 7 935.